# 31e Film Independent Spirit Awards
De uitreiking van de 31e Film Independent Spirit Awards vond plaats op 27 februari 2016 in Santa Monica tijdens een ceremonie die werd gepresenteerd door Kate McKinnon en Kumail Nanjiani. De genomineerden werden bekendgemaakt door John Boyega en Elizabeth Olsen op 24 november 2015.

## Winnaars en genomineerden
De winnaars staan bovenaan in vet lettertype.

### Beste film
- Spotlight
  - Anomalisa
  - Beasts of No Nation
  - Carol
  - Tangerine

### Beste debuutfilm
- The Diary of a Teenage Girl
  - James White
  - Manos Sucias
  - Mediterranea
  - Songs My Brothers Taught Me

### Beste regisseur
- Tom McCarthy - Spotlight
  - Sean Baker - Tangerine
  - Cary Joji Fukunaga - Beasts of No Nation
  - Todd Haynes - Carol
  - Charlie Kaufman en Duke Johnson - Anomalisa
  - David Robert Mitchell - It Follows

### Beste script
- Spotlight - Tom McCarthy en Josh Singer
  - Anomalisa - Charlie Kaufman
  - Bone Tomahawk - S. Craig Zahler
  - Carol - Phyllis Nagy
  - The End of the Tour - Donald Margulies

### Beste eerste script
- Room - Emma Donoghue
  - The Diary of a Teenage Girl - Marielle Heller
  - Me and Earl and the Dying Girl - Jesse Andrews
  - Mediterranea - Joseph Carpignano
  - The Mend - John Magary, Russell Harbaugh en Myna Joseph

### Beste mannelijke hoofdrol
- Abraham Attah - Beasts of No Nation
  - Christopher Abbott - James White
  - Ben Mendelsohn - Mississippi Grind
  - Jason Segel - The End of the Tour
  - Koudous Seihon - Mediterranea

### Beste vrouwelijke hoofdrol
- Brie Larson - Room
  - Cate Blanchett - Carol
  - Rooney Mara - Carol
  - Bel Powley - The Diary of a Teenage Girl
  - Kitana Kiki Rodriguez - Tangerine

### Beste mannelijke bijrol
- Idris Elba - Beasts of No Nation
  - Kevin Corrigan - Results
  - Paul Dano - Love & Mercy
  - Richard Jenkins - Bone Tomahawk
  - Michael Shannon - 99 Homes

### Beste vrouwelijke bijrol
- Mya Taylor - Tangerine
  - Robin Bartlett - H.
  - Marin Ireland - Glass Chin
  - Jennifer Jason Leigh - Anomalisa
  - Cynthia Nixon - James White

### Beste cinematografie
- Carol - Ed Lachman
  - Beasts of No Nation - Cary Fukunaga
  - It Follows - Michael Gioulakis
  - Meadowland - Reed Morano
  - Songs My Brothers Taught Me - Joshua James Richards

### Beste montage
- Spotlight - Tom McArdle
  - Heaven Knows What - Ronald Bronstein en Benny Safdie
  - It Follows - Julio Perez IV
  - Manos Sucias - Kristan Sprague
  - Room - Nathan Nugent

### Beste internationale film
- Son of Saul, Hongarije - László Nemes 
  - Embrace of the Serpent, Colombia - Ciro Guerra
  - Girlhood, Frankrijk - Céline Sciamma
  - Mustang, Frankrijk en Turkije - Deniz Gamze Ergüven
  - A Pigeon Sat on a Branch Reflecting on Existence, Zweden - Roy Andersson

### Beste documentaire
- The Look of Silence
  - (T)ERROR
  - Best of Enemies
  - Heart of a Dog
  - Meru
  - The Russian Woodpecker

### John Cassavetes Award
Deze prijs is voor de beste film gemaakt voor minder dan $500.000.
- Krisha
  - Advantageous
  - Christmas, Again
  - Heaven Knows What
  - Out of My Hand

### Robert Altman Award
Deze prijs voor beste ensemble wordt gegeven aan de regisseur, de casting director en de cast.
- Spotlight
  - Regisseur: Tom McCarthy
  - Casting directors: Kerry Barden en Paul Schnee
  - Cast: Billy Crudup, Paul Guilfoyle, Neal Huff, Brian d'Arcy James, Michael Keaton, Rachel McAdams, Mark Ruffalo, Liev Schreiber, Jamey Sheridan, John Slattery en Stanley Tucci

## Films met meerdere nominaties
De volgende films ontvingen meerdere nominaties:
| Nominaties | Film                        | Awards |
| ---------- | --------------------------- | ------ |
| 6          | Carol                       | 1      |
| 5          | Beasts of No Nation         | 2      |
| 5          | Spotlight                   | 5      |
| 4          | Anomalisa                   |        |
| 4          | Tangerine                   | 1      |
| 3          | The Diary of a Teenage Girl | 1      |
| 3          | James White                 |        |
| 3          | It Follows                  |        |
| 3          | Mediterranea                |        |
| 3          | Room                        | 2      |
| 3          | Songs My Brothers Taught Me |        |
| 2          | Bone Tomahawk               |        |
| 2          | The End of the Tour         |        |
| 2          | Heaven Knows What           |        |
| 2          | Manos Sucias                |        |